# بارتوش بيريشينسكي
بارتوش بيريشينسكي (بالبولندية: Bartosz Bereszyński) (و. 1992  م) هو لاعب كرة قدم، من بولندا، ولد في بوزنان، شارك في كأس العالم لكرة القدم 2018، يلعب كمهاجم.

## روابط خارجية
- بارتوش بيريشينسكي على موقع الاتحاد الدولي (مؤرشف)  (الإنجليزية)
- بارتوش بيريشينسكي على موقع الاتحاد الأوربي (الإنجليزية)
- بارتوش بيريشينسكي على موقع إي إس بي إن إف سي (الإنجليزية)
- بارتوش بيريشينسكي على موقع قاعدة بيانات كرة القدم.إي يو (الإنجليزية)
- بارتوش بيريشينسكي على موقع ناشيونال فوتبول تيمز (الإنجليزية)
- بارتوش بيريشينسكي على موقع Soccerbase.com (لاعب) (الإنجليزية)
- بارتوش بيريشينسكي على موقع Soccerway.com (الإنجليزية)
- بارتوش بيريشينسكي على موقع عالم كرة القدم.نت (الإنجليزية)
- بارتوش بيريشينسكي على موقع AS.com (الإسبانية)